# KadC
 (octobre 2012).
KadC est une bibliothèque logicielle libre écrite en C pour publier et recevoir de l'information vers/depuis le réseau Overnet.
Elle est distribuée selon les termes de la licence GNU GPL.